# Hillebrand van der Aa

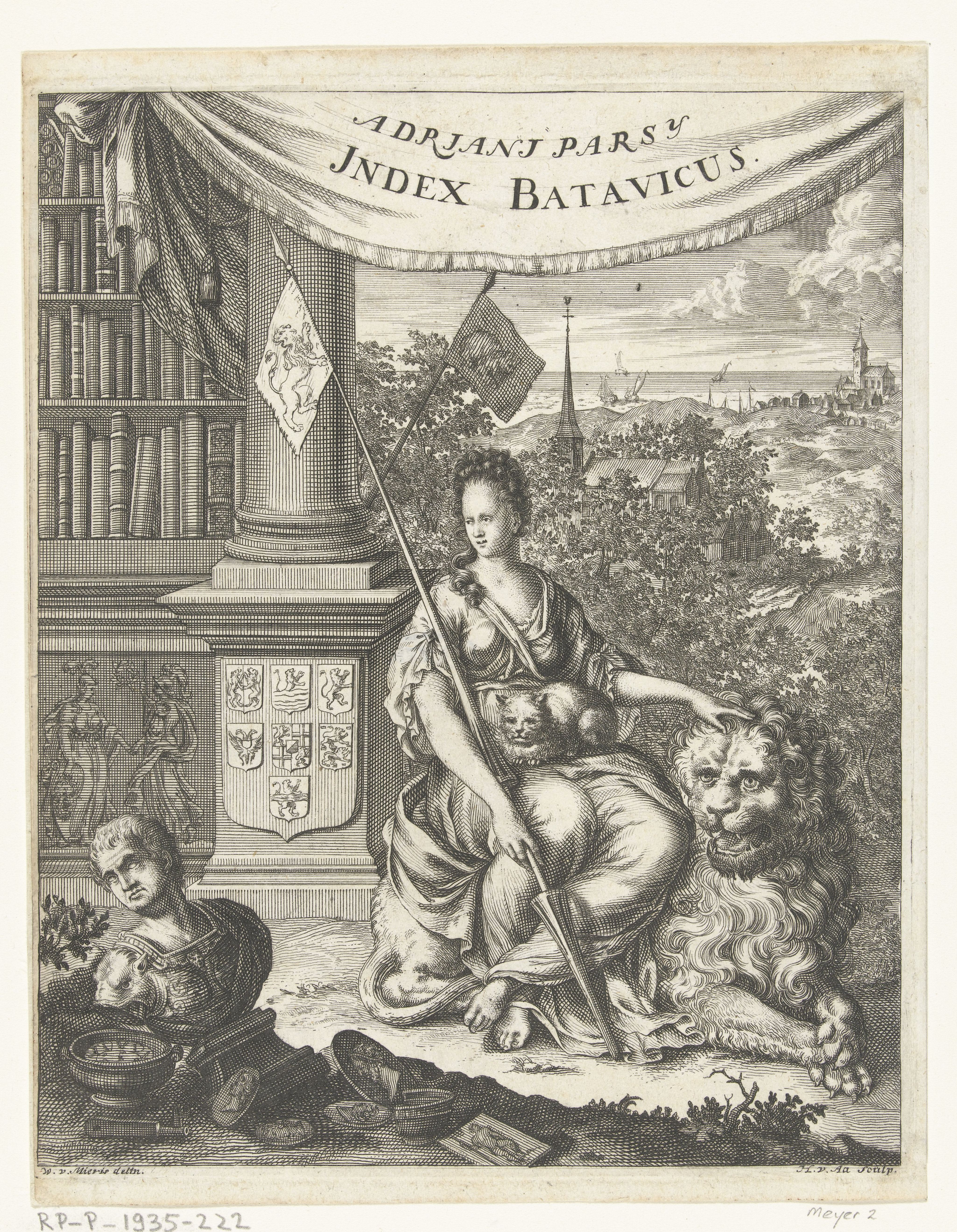
Titelpagina für den Index Batavicus, Hillebrand van der Aa

Hillebrand van der Aa (* 1659 oder 1660 in Leiden; † um 1721 [vor November 1722] in Ostindien) war ein niederländischer Stecher und Zeichner.

## Leben
Hillebrand van der Aa entstammte einer niederländischen Stecher- und Verlegerfamilie. Sein Vater, Boudewijn Pietersz. van der Aa, war als Steinbildhauer tätig und hatte neben Hillebrand noch zwei weitere Söhne, Boudewijn und Pieter. Hillebrands Mutter hieß Annetje Poortemuller.
Anfangs übte Hillebrand van der Aa als Schüler seines Vaters ebenfalls dessen Beruf aus. Für 1683 und das Folgejahr sind zwei Heiraten Van der Aas bezeugt (am 15. Mai 1683 mit Maria Radde und am 23. Juni 1684 mit Catharina Oesinger). In die Matrikel der Universität Leiden schrieb er sich am 16. Juli 1698 als Caelator ein. Sodann finden sich 1706 Erwähnungen von ihm, als er in Leiden Hoofdman und  Plaatsnijder der dortigen Gilde war. Dieser bezahlte er im nächsten Jahr drei Gulden für veräußerte Stiche. In späteren Jahren wählte er Ostindien zu seinem Aufenthaltsort, wo er um 1721 verstarb. Die Höhe seines Erbes kann aus einem Wechsel im Wert von gut 60 Gulden ersehen werden, den die Waisenkammer in Batavia im November 1722 sandte. Von seinen drei Kindern ist besonders der als lutherischer Pfarrer in Leiden wirkende Balduinus (* um 1688) erwähnenswert.
Van der Aa war in Leiden als nicht besonders ausgezeichneter Kupferstecher wohl nur für den Verlag seiner Brüder Boudewijn und Pieter tätig. Fast alle seine Werke tragen keine Signatur. Er schuf u. a. das Titelblatt der von seinem Bruder Pieter 1703–1706 veranstalteten Edition der Werke des Erasmus von Rotterdam sowie die Vorlage zur Darstellung einer von Daniel Stoopendael geschaffenen Statue desselben Humanisten in Amsterdam. Auch für Les Delices de l’Italie (1706) entwarf er das Titelblatt. Ferner fertigte er zwölf Blätter mit Bildnissen der Familie Visconti an sowie eine Folge von 71 Blättern von Rhein-Ansichten, mit Prospekten der anliegenden Städte, vom Haag und von Amsterdam. Ein weiteres Werk van der Aas ist ein Porträtstich des Erzbischofs Ottone Visconti von Mailand, der ebenso wie die erwähnte Vorlage der Erasmus-Statue für die Bildnisreihe Principium et illustrium Virorum Imagines entworfen wurde.